# Halland (kraina)
Halland – prowincja historyczna (landskap) w Szwecji, położona w południowo-zachodniej części Götalandu na wybrzeżu Kattegatu. Do traktatu z Roskilde w 1658 należąca do Danii.
Powierzchnia Hallandu wynosi 4786 km², liczba ludności zaś 327 093.